# Areobindus Dagalaiphus Areobindus
Areobindus Dagalaiphus Areobindus (ur. ok. 460, zm. 512) − wódz i polityk wschodniorzymski, konsul rzymski w roku 506. Podczas zamieszek w roku 512 został ogłoszony cesarzem przez tłum, zmarł wkrótce później. Jego dziadkiem był Areobind.